# دم‌بادبزنی پالائو
دم‌بادبزنی پالائو (نام علمی: Rhipidura lepida) نام یک گونه از سرده دم‌بادبزنی است.